# 格拉马
格拉马（法語：Gramat，法語發音：[ɡʁama]），法国西南部城市，奥克西塔尼大区洛特省的一个市镇，隶属于古尔东区，其市镇面积为57.07平方公里，2022年1月1日时人口数量为3,496人，在法国城市中排名第3,217位。
格拉马位于洛特省东北部，是一个区域性的中心城市，布里夫拉盖亚尔德—图卢兹铁路及多条公路在此交汇。

## 地名来源
“Gramat”一名的来源及含义均尚有待考证。
格拉马所处区域历史上曾通行奥克语，法语“Gramat”对应的奥克语拼写亦为“Gramat”。

## 历史

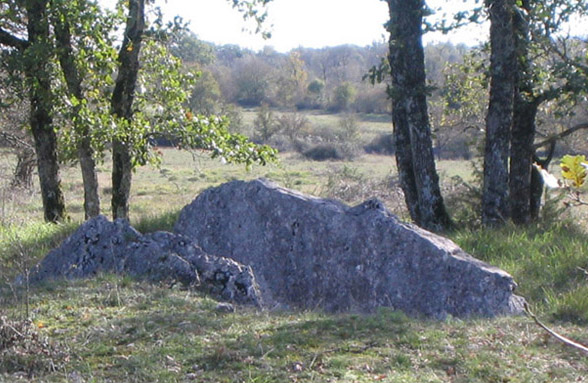
格拉马境内的一处墓穴遗址

格拉马的早期历史尚不清楚。根据当地旅游局官方网站的论述，格拉马地区曾发现多处凯尔特时期的墓穴。古典时期，多个方向的罗马道路在格拉马交汇，该地由此成为一处重要的交通路口。公元七至十世纪间，格拉马先后遭到阿拉伯人和诺曼军队的侵袭。中世纪中后期，格拉马出现了商贸集市，但当地社会经济受到英法百年战争及黑死病疫情影响而大幅衰落。法国大革命后，格拉马成为洛特省的一个市镇。工业革命期间，途径格拉马的布里夫拉盖亚尔德—图卢兹铁路建成通车，此举使得格拉马再次成为一个商业重镇，其镇中心修建了集市大堂。1923年，格拉马境内出现一家保龄球生产作坊，其产品一度出口至美国，后因二战爆发而关闭。1993至2014年间，格拉马是格拉马地区市镇公共社区的办公驻地。

## 地理

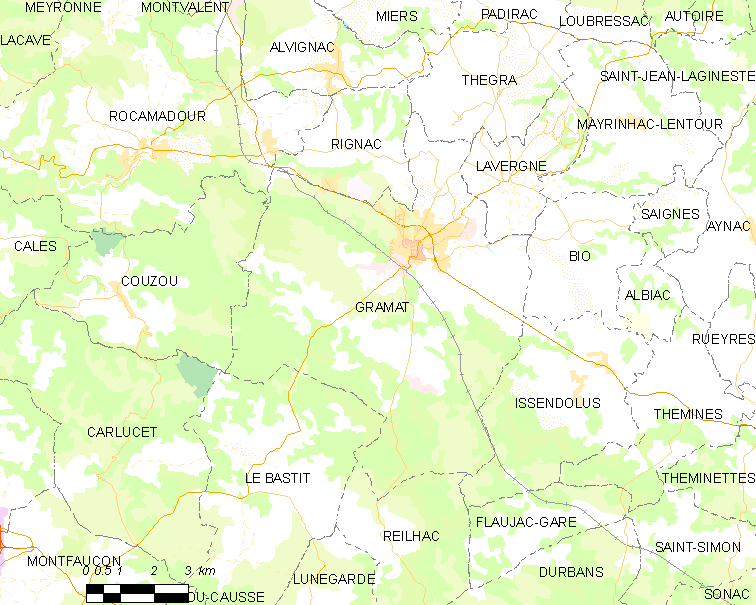
格拉马市镇范围地图

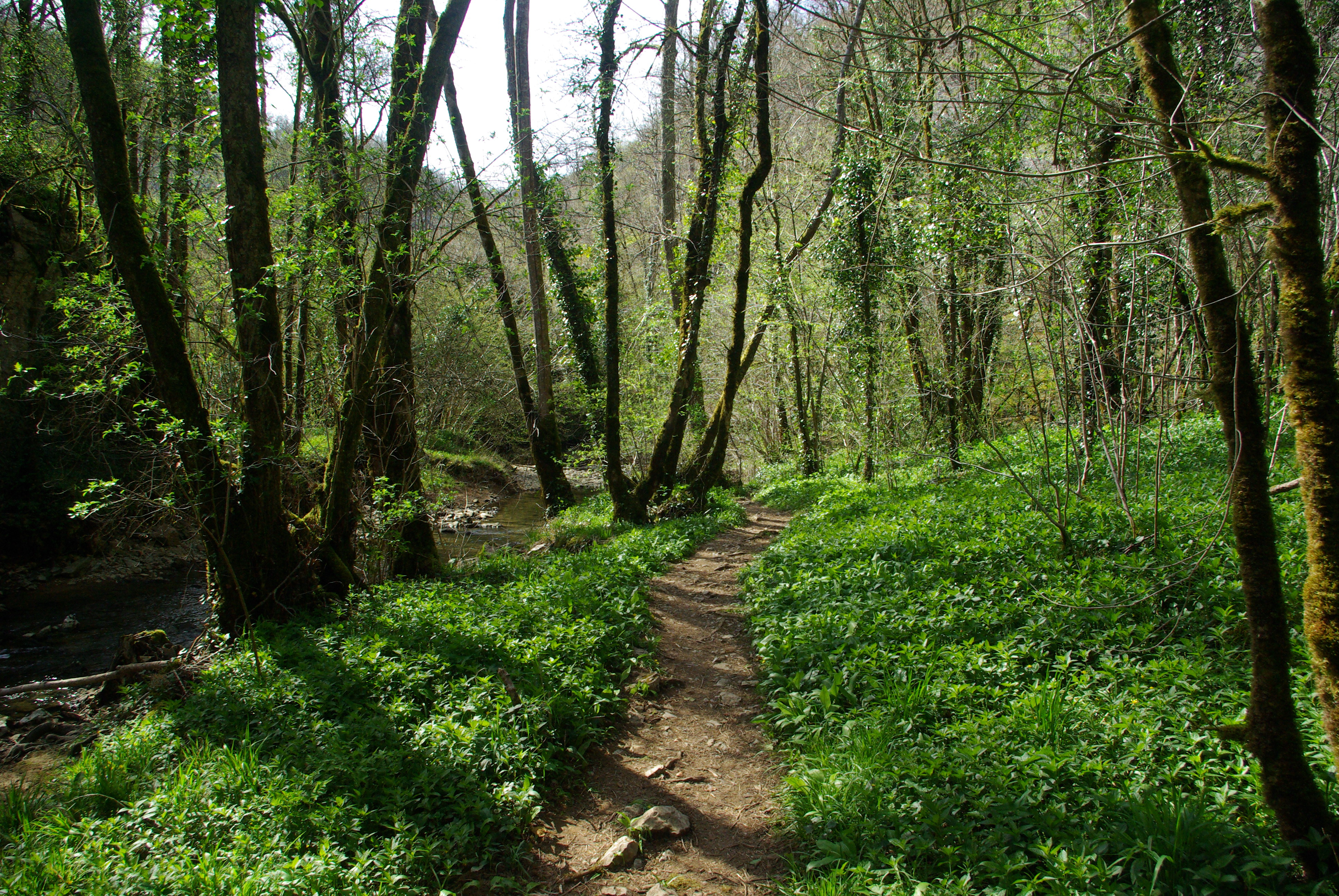
阿尔祖河格拉马段

格拉马位于法国西南部，奥克西塔尼大区西北部和洛特省东北部，距离省会卡奥尔大约55公里。与格拉马接壤的市镇包括：勒巴斯蒂、比奥、库祖、拉韦涅、伊桑多吕、罗卡马杜尔、雷亚克、里尼亚克和泰格拉。

### 地形
格拉马位于法国中央高原西部，凯尔西地区腹地，以格拉马为核心的地形区被称为“格拉马科斯”，境内以丘陵为主，市镇中心位于一处河谷地带，部分街区地势起伏明显，全境海拔在220到404米之间。

### 水文
格拉马位于加龙河流域范围内，阿尔祖河至东向西流经镇中心南侧。

### 植被
格拉马属于温带阔叶混交林区，市中心的若贝尔公园（Parc Jaubert）是当地主要的城市绿地，林地则多分布于河流附近及坡地地区。
在鲜花城市的评比中，格拉马被评为2星级鲜花城市。

### 气候
格拉马在柯本气候分类法中属于温带海洋性气候（Cfb），因其海拔相对较高且距离海岸线尚有一定距离，当地气候又有一定的山地特征。
距离格拉马最近的常年气象站位于凯尔西地区苏塞拉克境内，以下为该气象站的数据（其中日照数据取自古尔东气象站）：
| 苏塞拉克 1981年－2019年 | 苏塞拉克 1981年－2019年 | 苏塞拉克 1981年－2019年 | 苏塞拉克 1981年－2019年 | 苏塞拉克 1981年－2019年 | 苏塞拉克 1981年－2019年 | 苏塞拉克 1981年－2019年 | 苏塞拉克 1981年－2019年 | 苏塞拉克 1981年－2019年 | 苏塞拉克 1981年－2019年 | 苏塞拉克 1981年－2019年 | 苏塞拉克 1981年－2019年 | 苏塞拉克 1981年－2019年 | 苏塞拉克 1981年－2019年 |
| 月份                    | 1月                     | 2月                     | 3月                     | 4月                     | 5月                     | 6月                     | 7月                     | 8月                     | 9月                     | 10月                    | 11月                    | 12月                    | 全年                    |
| ----------------------- | ----------------------- | ----------------------- | ----------------------- | ----------------------- | ----------------------- | ----------------------- | ----------------------- | ----------------------- | ----------------------- | ----------------------- | ----------------------- | ----------------------- | ----------------------- |
| 历史最高温 °C（°F）     | 19.5 (67.1)             | 22 (72)                 | 25 (77)                 | 29.5 (85.1)             | 31.3 (88.3)             | 38.3 (100.9)            | 38 (100)                | 40.5 (104.9)            | 34 (93)                 | 28.5 (83.3)             | 24.5 (76.1)             | 20.5 (68.9)             | 40.5 (104.9)            |
| 平均高温 °C（°F）       | 7.5 (45.5)              | 8.7 (47.7)              | 11.9 (53.4)             | 14.7 (58.5)             | 18.8 (65.8)             | 22.7 (72.9)             | 25.5 (77.9)             | 25.1 (77.2)             | 21.6 (70.9)             | 16.9 (62.4)             | 11.1 (52.0)             | 8.3 (46.9)              | 16.1 (61.0)             |
| 日均气温 °C（°F）       | 3.6 (38.5)              | 4.2 (39.6)              | 6.8 (44.2)              | 9.2 (48.6)              | 13.1 (55.6)             | 16.5 (61.7)             | 19.1 (66.4)             | 18.7 (65.7)             | 15.4 (59.7)             | 12.1 (53.8)             | 6.9 (44.4)              | 4.4 (39.9)              | 10.8 (51.4)             |
| 平均低温 °C（°F）       | −0.2 (31.6)             | −0.2 (31.6)             | 1.7 (35.1)              | 3.7 (38.7)              | 7.4 (45.3)              | 10.3 (50.5)             | 12.7 (54.9)             | 12.3 (54.1)             | 9.3 (48.7)              | 7.2 (45.0)              | 2.7 (36.9)              | 0.6 (33.1)              | 5.6 (42.1)              |
| 历史最低温 °C（°F）     | −22 (−8)                | −17 (1)                 | −16.6 (2.1)             | −7 (19)                 | −3 (27)                 | −0.6 (30.9)             | 2 (36)                  | 1.8 (35.2)              | −1.8 (28.8)             | −6.5 (20.3)             | −11 (12)                | −16 (3)                 | −22 (−8)                |
| 平均降水量 mm（）       | 130.8 (5.15)            | 119.5 (4.70)            | 115.1 (4.53)            | 136.1 (5.36)            | 136.8 (5.39)            | 109.2 (4.30)            | 83.7 (3.30)             | 90 (3.5)                | 125.6 (4.94)            | 140 (5.5)               | 151.5 (5.96)            | 151 (5.9)               | 1,489.3 (58.63)         |
| 月均日照時數            | 100.5                   | 120.7                   | 173.9                   | 178.6                   | 213.7                   | 244.6                   | 262.1                   | 247.4                   | 207.8                   | 146.3                   | 93.2                    | 90.3                    | 2,079.1                 |
| 来源：infoclimat.fr     |                         |                         |                         |                         |                         |                         |                         |                         |                         |                         |                         |                         |                         |

## 行政区划
格拉马的市镇编号为46128，邮政编号为46500。
在行政管理方面，格拉马隶属于法国奥克西塔尼大区洛特省古尔东区；在地方选举方面，格拉马是格拉马县的中央投票站所在地，其市镇范围全境被划入洛特省第二选区；在社会管理方面，格拉马是科斯-多尔多涅河谷市镇公共社区的组成部分。
截至2024年2月，格拉马市镇范围内暂无任何城市敏感街区及城市政策优先街区。
法国国家统计与经济研究所（简称）在进行数据统计时，将格拉马市镇单独设为格拉马城市核心区（Unité urbaine de Gramat），并将包括核心区在内的周边共两个市镇划为格拉马城市区。自2020年起，格拉马城市区被包含18个市镇的格拉马城市辐射区代替。此外，还将格拉马市镇整体看作一个“块区”（IRIS），以便于统计人口分布情况。

## 交通

### 公路
洛特省省道D14线、D15线、D39线、D807线和D840线在格拉马境内交汇。奥克西塔尼大区公共交通（商业名称为“Lio”）下属的876线经过格拉马，可前往菲雅克、帕迪拉克等地。
2020年，61.9%的格拉马家庭拥有至少一辆私人汽车。2021年，格拉马境内共发生各类交通事故1起，造成1人重伤。
| 54 | 34 |

| 56 | 19 |

| 卡奥尔 | 55 |

| 古尔东 | 38 |

| 布里夫 | 61 |

| 苏雅克 | 32 |

| 菲雅克 | 35 |

| 圣塞尔 | 21 |

### 铁路

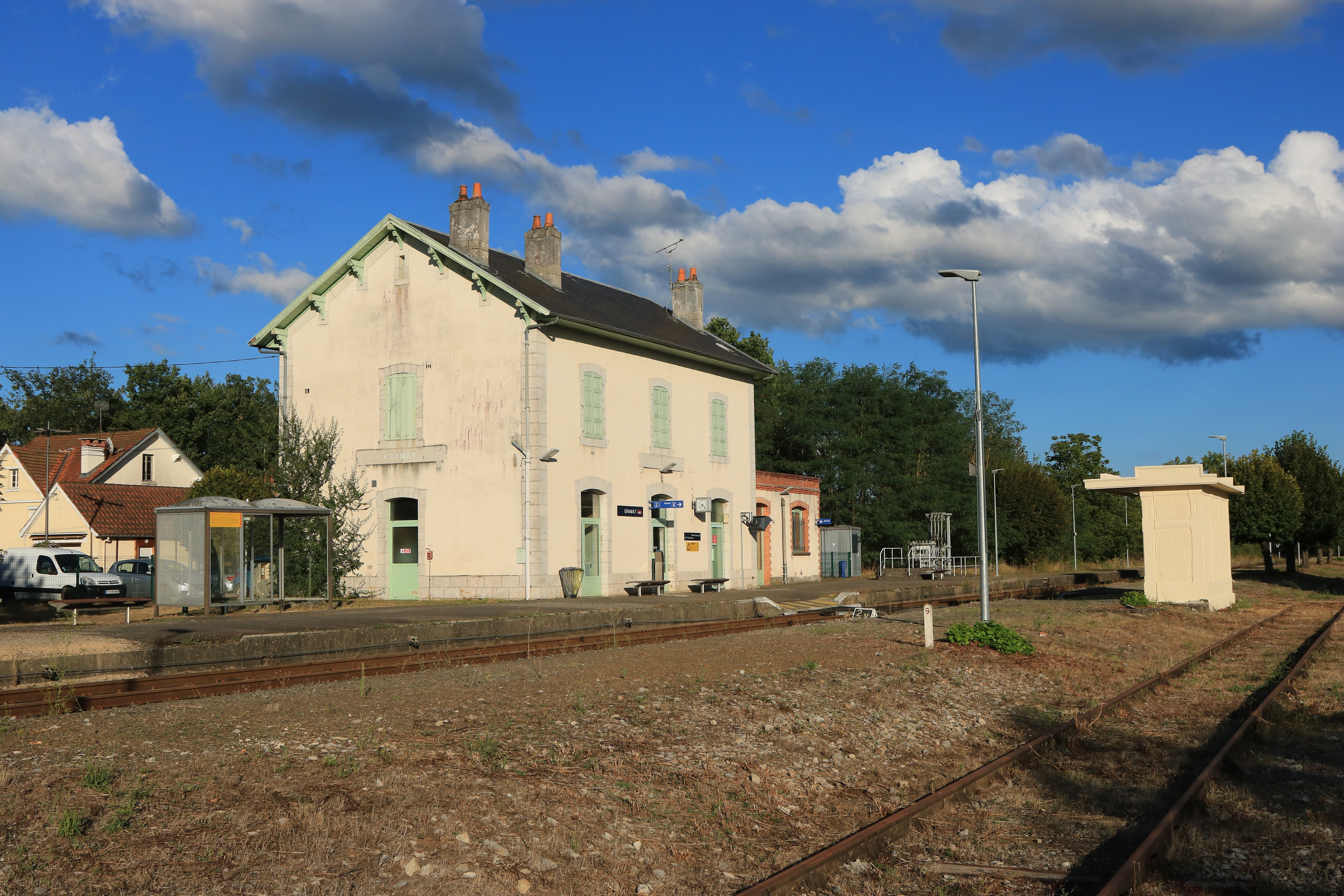
格拉马火车站

格拉马位于布里夫拉盖亚尔德—图卢兹铁路上。格拉马站位于市区南部，停靠往返于布里夫和罗德兹一线的区域列车，此外该站每天晚上还停靠一班可直通巴黎的夜班城际列车。

### 航空
格拉马距离布里夫-苏亚克机场的公路里程大约42公里。

### 城市公共交通
截至2024年2月，格拉马暂无城市公共交通系统。

## 政治

### 市政内阁

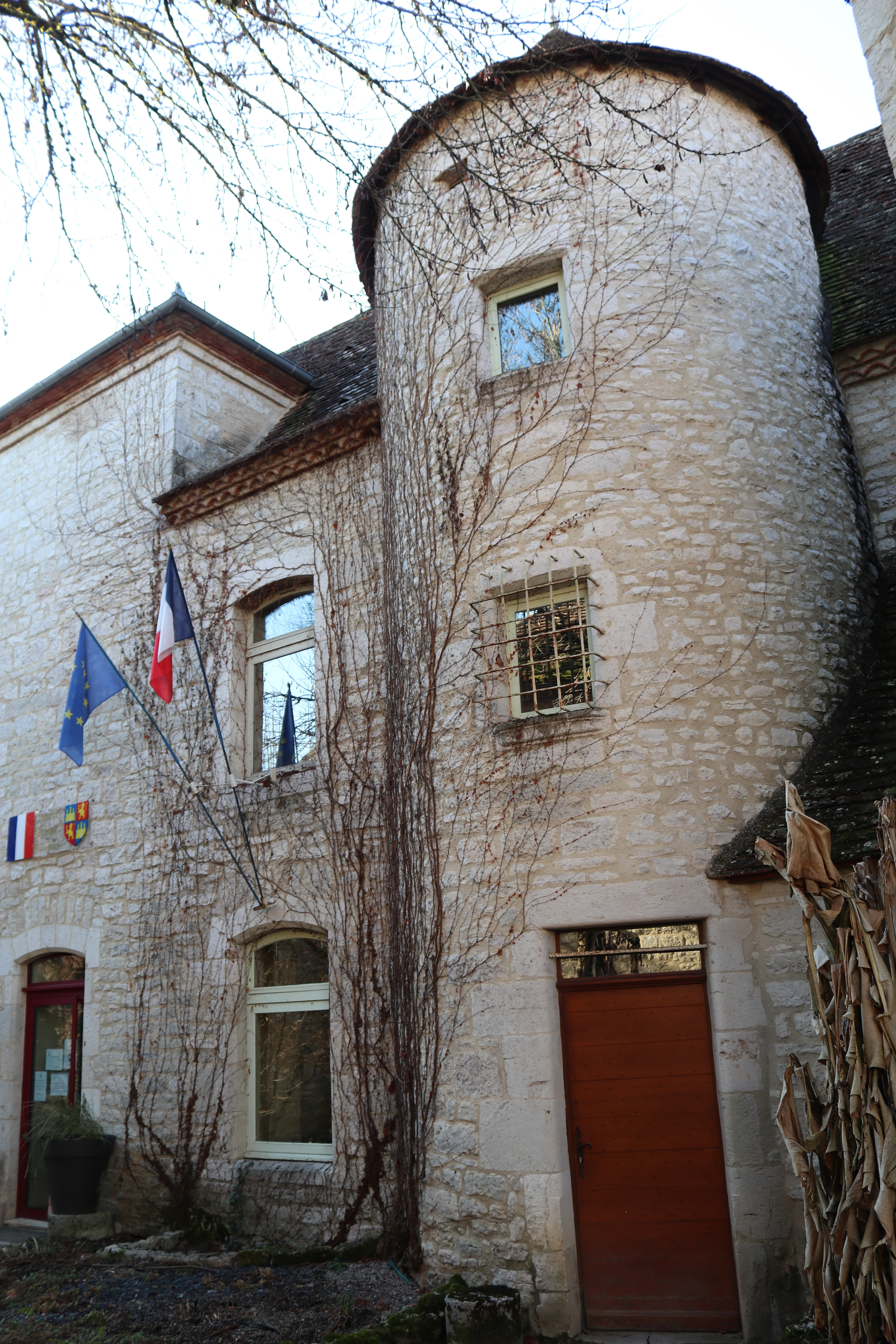
格拉马市政厅

格拉马的现任市长为米歇尔·西尔韦斯特尔先生（Michel SYLVESTRE），他是左翼联盟的一名成员，在2020年的市政选举中获得了67.13%的支持率。
| 格拉马历届市长 | 格拉马历届市长                       | 格拉马历届市长                     |
| 任期           | 市长                                 | 党派                               |
| -------------- | ------------------------------------ | ---------------------------------- |
| 1919年－1952年 | Louis MAZET 路易·马泽                | RAD激进党                          |
| 1952年－1953年 | Fernand CASTAGNÉ 费尔南·卡斯塔涅     | RAD激进党                          |
| 1953年－1974年 | Paul MAZET 保罗·马泽                 | RAD激进党 →PRG左派激進黨           |
| 1974年－1995年 | Jean DUMAS 让·迪马                   | UDR共和国保卫联盟 →RPR保衛共和聯盟 |
| 1995年－2014年 | Franck THEIL 弗朗克·泰伊             | DVD右翼无党派人士                  |
| 2014年－       | Michel SYLVESTRE 米歇尔·西尔韦斯特尔 | PS社会党 →LREM复兴 →UG左翼联盟     |

### 各级选举
| 格拉马历届投票选举结果 | 格拉马历届投票选举结果 | 格拉马历届投票选举结果 | 格拉马历届投票选举结果 | 格拉马历届投票选举结果           | 格拉马历届投票选举结果 | 格拉马历届投票选举结果 | 格拉马历届投票选举结果           | 格拉马历届投票选举结果 | 格拉马历届投票选举结果 |
| 选举项目               | 选举范围               | 选区单位               | 选区单位内的选举结果   | 选区单位内的选举结果             | 选区单位内的选举结果   | 选区单位内的选举结果   | 选区单位内的选举结果             | 选区单位内的选举结果   | 参考资料               |
| 选举项目               | 选举范围               | 选区单位               | 第一轮胜出者           | 第一轮胜出者                     | 支持率                 | 第二轮胜出者           | 第二轮胜出者                     | 支持率                 | 参考资料               |
| ---------------------- | ---------------------- | ---------------------- | ---------------------- | -------------------------------- | ---------------------- | ---------------------- | -------------------------------- | ---------------------- | ---------------------- |
| 2017年法國總統選舉     | 法國                   | 市镇                   |                        | 埃马纽埃尔·马克龙                | 27.05%                 |                        | 埃马纽埃尔·马克龙                | 73.35%                 | [ 24 ]                 |
| 2017年法国立法选举     | 洛特省第二选区         | 市镇                   |                        | 于盖特·捷尼亚                    | 41.39%                 |                        | 于盖特·捷尼亚                    | 60.87%                 | [ 24 ]                 |
| 2019年欧洲议会选举     | 法國                   | 市镇                   |                        | 纳塔莉·卢瓦索                    | 23.55%                 | （不适用）             | （不适用）                       | （不适用）             | [ 26 ]                 |
| 2021年法国省级选举     | 洛特省                 | 县                     |                        | 卡洛琳·梅-福 阿尔弗雷德·泰尔利齐 | 54.4%                  |                        | 卡洛琳·梅-福 阿尔弗雷德·泰尔利齐 | 72.4%                  | [ 27 ]                 |
| 2021年法国省级选举     | 洛特省                 | 市镇                   |                        | 卡洛琳·梅-福 阿尔弗雷德·泰尔利齐 | 50.34%                 |                        | 卡洛琳·梅-福 阿尔弗雷德·泰尔利齐 | 67.45%                 | [ 27 ]                 |
| 2021年法国大区选举     | 奧克西塔尼大區         | 市镇                   |                        | 奥雷利安·普拉迪耶                | 35.44%                 |                        | 卡萝尔·代尔加                    | 44.63%                 | [ 28 ]                 |
| 2022年法国总统选举     | 法國                   | 市镇                   |                        | 埃马纽埃尔·马克龙                | 27.76%                 |                        | 埃马纽埃尔·马克龙                | 60.44%                 | [ 24 ]                 |
| 2022年法国立法选举     | 洛特省第二选区         | 市镇                   |                        | 于盖特·捷尼亚                    | 25.38%                 |                        | 于盖特·捷尼亚                    | 36.17%                 | [ 24 ]                 |

## 人口
2021年，格拉马市镇人口数量为3,482，在法国排名第3,217位。其中男性1,636人，女性1,844人，75岁及以上人口占16.2%，外籍人口数量为223人，人口密度为61人/平方公里，当地居民被称为（男性）或（女性）。2022年，格拉马境内出生23人，死亡人口84人。
| 格拉马1901年－2021年人口变化情况 |
|                                  |
| 数据来源：Cassini、INSEE         |

## 经济
格拉马是一个区域性的中心城市。截至2024年2月，格拉马市镇范围内共有各类用人单位（包含自雇）654家，平均历史为20年，其中98.71%为中小型企业（PME），2023年12月至2024年2月间，当地的经济活力指数为0.61%。（大型零售）、（暖通安装工程）及（零售）是当地2021年营业额最高的三个企业，分别为36,107,507欧元、5,818,539欧元和3,415,810欧元。

## 财政与居民收入
2022年，格拉马的财政收入总额为3,797,360欧元，财政支出总额为3,757,390欧元，当年的债务总额为1,819,170欧元。2022年，格拉马市镇通过增值税获得272,290欧元的收入，此外当地还共获得了186,740欧元的国家直接财政补助。
| 格拉马居民收入情况                               | 格拉马居民收入情况 | 格拉马居民收入情况    | 格拉马居民收入情况 |
| 内容                                             | 格拉马             | 法国                  | 统计年份           |
| ------------------------------------------------ | ------------------ | --------------------- | ------------------ |
| 征税家庭总数                                     | 1,604              | 1,081（法国市镇平均） | 2022年             |
| 居民平均月收入                                   | 2,095欧元          | 2,435欧元             | 2022年             |
| 高级职员人均月收入                               | 3,678欧元          | 4,331欧元             | 2021年             |
| 中级职员人均月收入                               | 2,325欧元          | 2,470欧元             | 2021年             |
| 普通职员人均月收入                               | 1,631欧元          | 1,801欧元             | 2021年             |
| 贫困率                                           | 12%                | 14.5%                 | 2020年             |
| 青壮年（15至64岁）失业率                         | 13.1%              | 7.4%                  | 2020年             |
| 征税家庭数量占比                                 | 40.1%              | 45.5%                 | 2020年             |
| 家庭年均纳税                                     | 2,461欧元          | 4,393欧元             | 2022年             |
| 资料来源：INSEE、L'Internaute、Le Journal du Net |                    |                       |                    |

## 社会事务

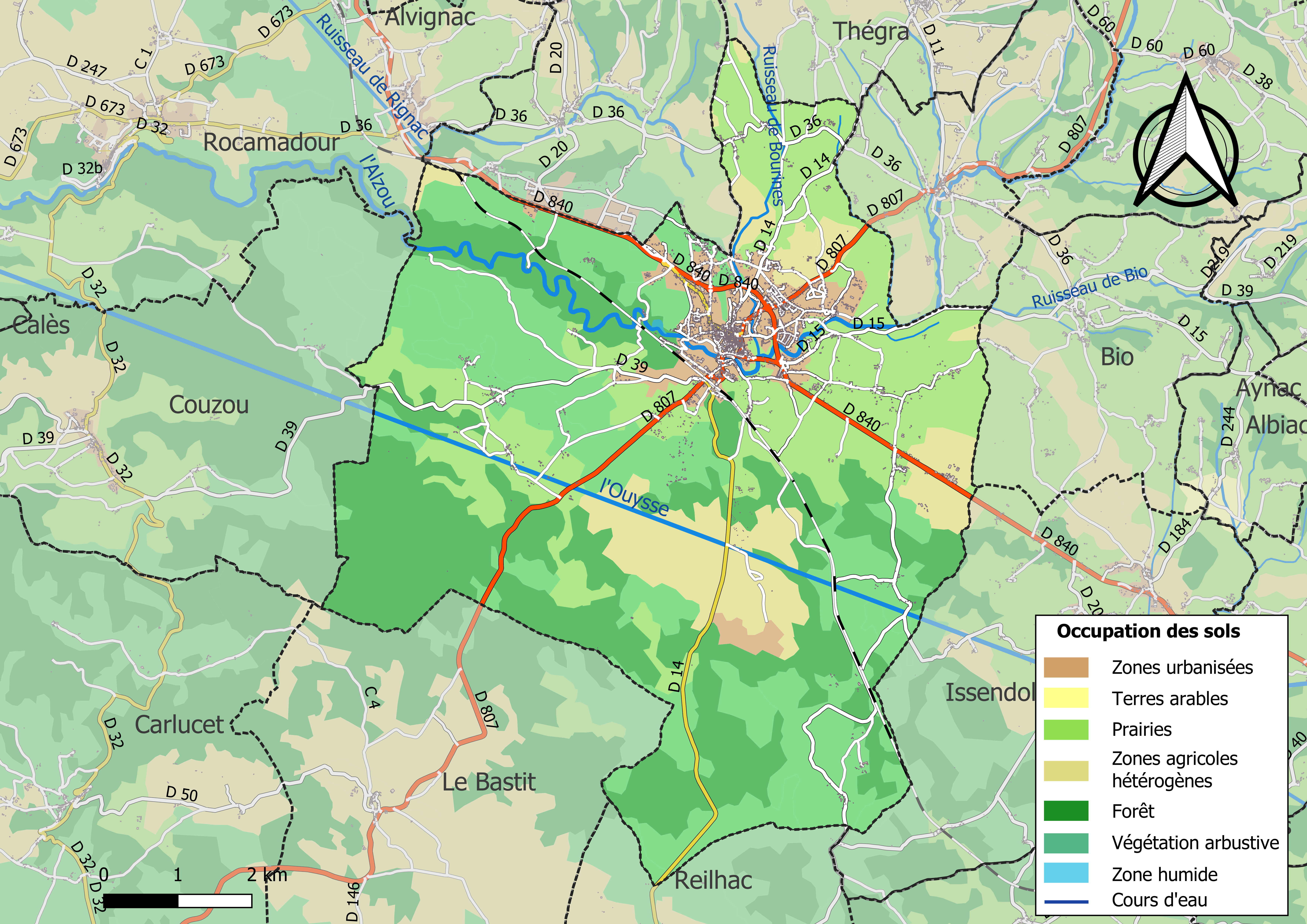
格拉马土地利用情况地图

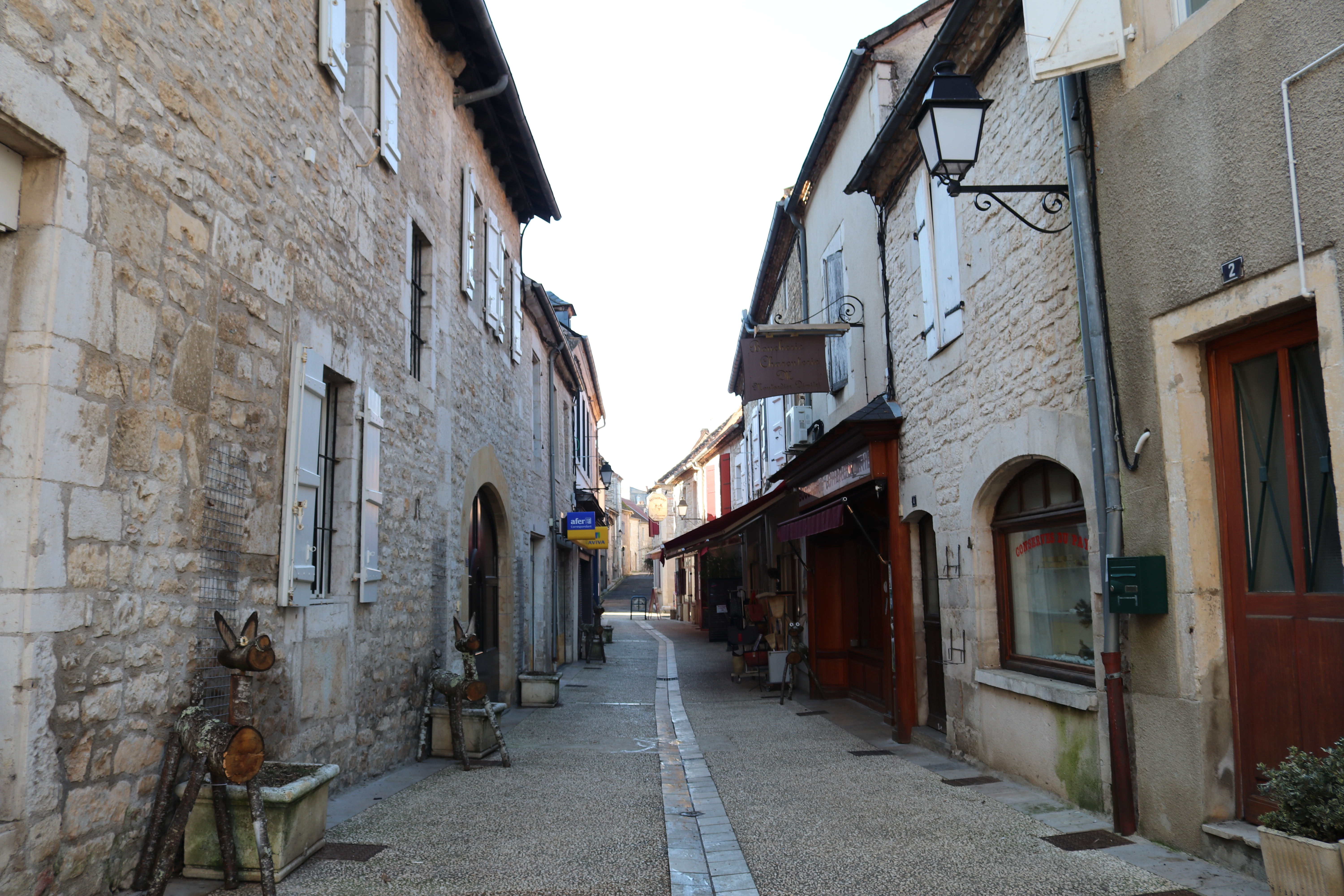
格拉马镇中心的安托万·迪布瓦街

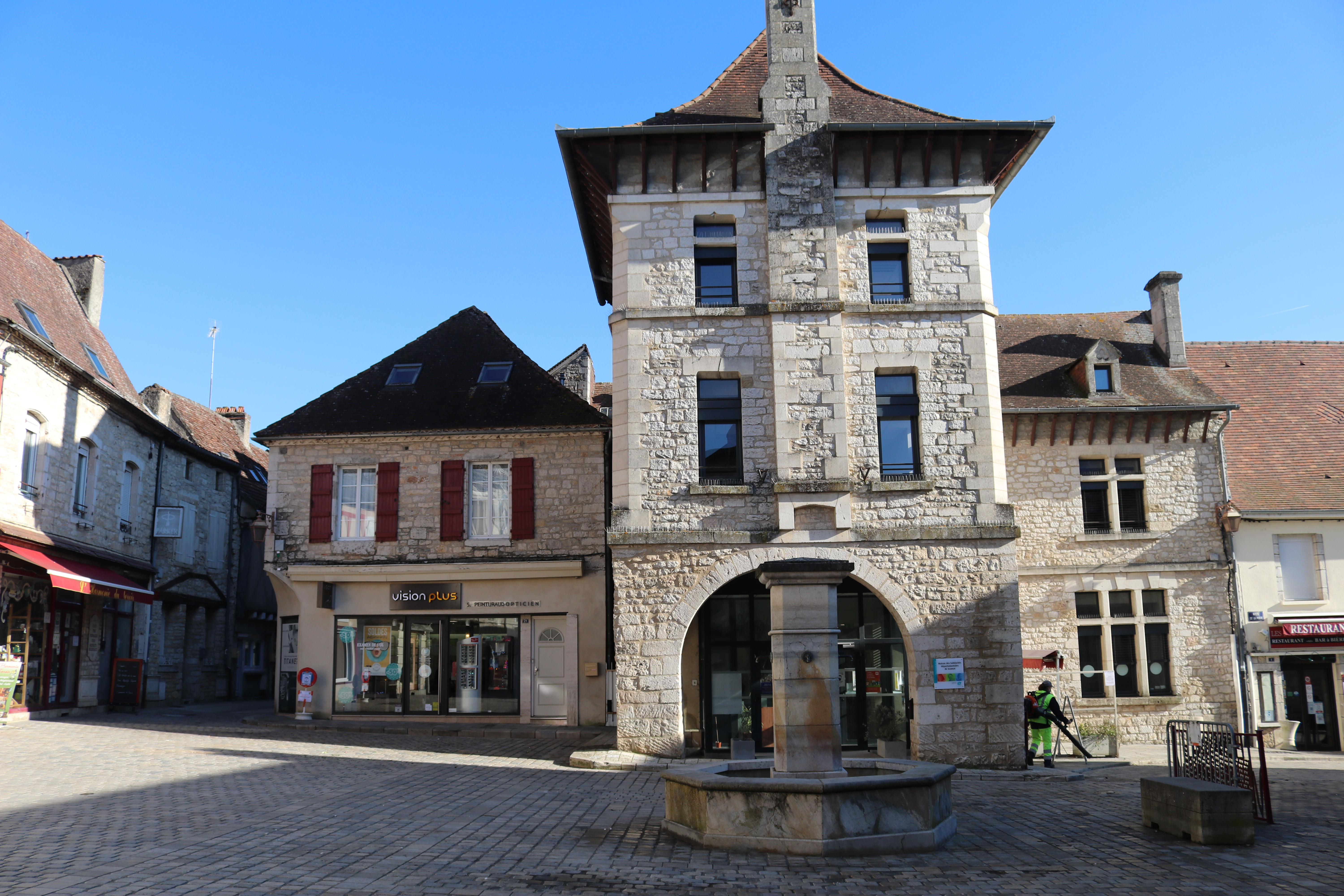
大堂广场喷泉

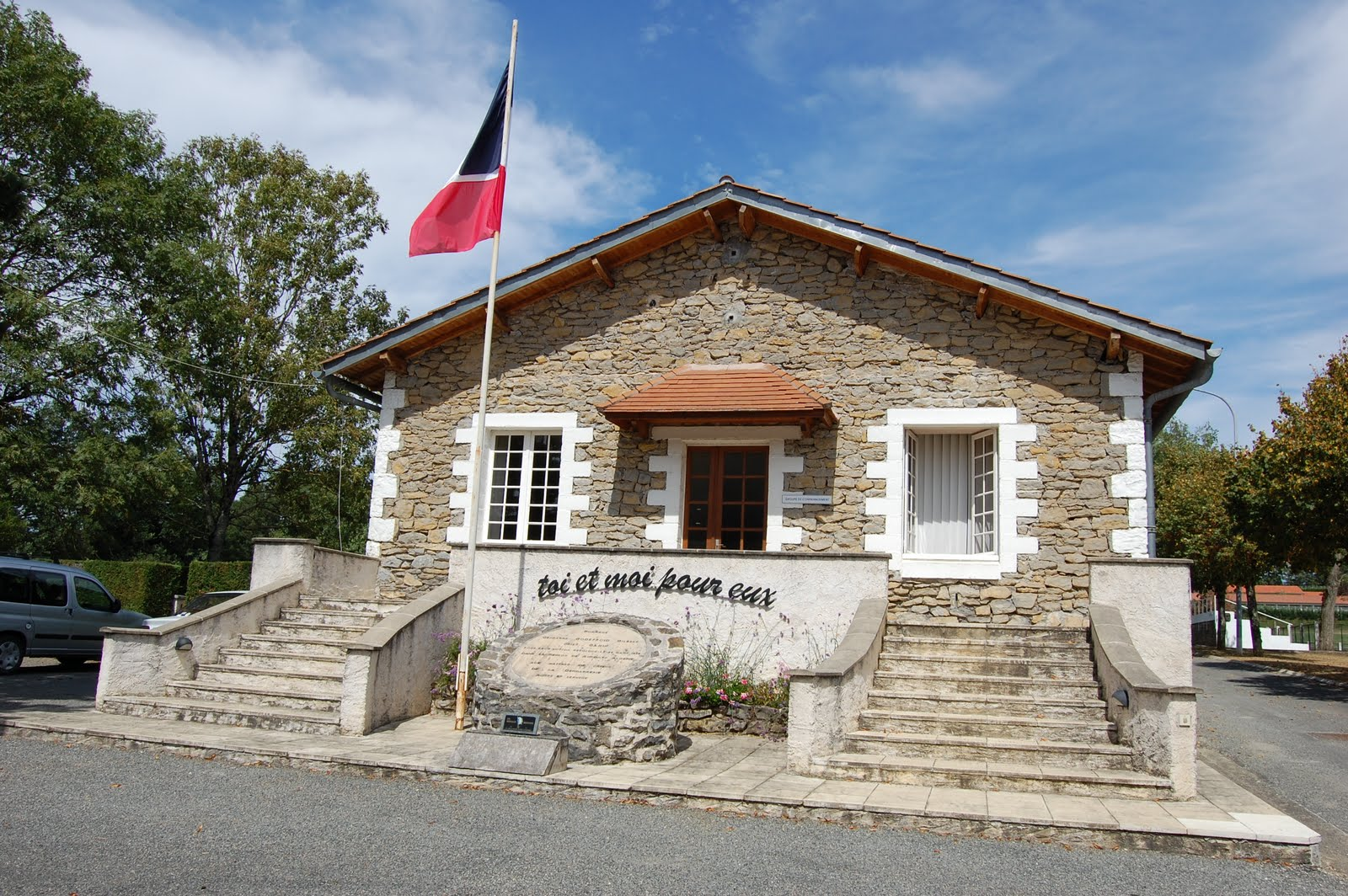
警犬训练中心

### 教育
格拉马属于图卢兹学区。截至2021年1月1日，格拉马境内共有1所幼儿园、2所小学和2所初级中学。2021至2022学年度，格拉马境内共有在校中等教育阶段学生378名。

### 医疗
截至2021年1月1日，格拉马境内共有全科医生5名、保健师7名、牙医4名、护士9名、眼科医生1名和助产士1名。境内共有药房3家、养老院4家、残疾人帮扶中心1家。
格拉马中心医院（Centre Hospitalier de Gramat）是法国的一家区域性医疗机构，其主病区路易·孔特医院（Hôpital Louis Conte）位于格拉马市区东侧，该院设有床位20个。

### 住房
2020年，格拉马境内共有各类住房2,292套，其中75.2%为独立式住宅，21.4%为集中式住宅。常住房屋占格拉马市镇范围内居民建筑总量的73.1%。
在住房保障政策方面，2022年，格拉马境内共有286户家庭获得了住房经济补助，受益人数占总人口数量的8.2%，其中276份为房租补助。

### 商业
2021年，格拉马境内共有各类实体商铺104家，其中餐厅11家、大型超市4家、杂货店3家、面包房2家、肉铺3家、书店1家、装饰品店2家、银行门店3家、美容美发店7家、汽车维修店15家。格拉马镇中心北侧建有一家家乐福便民超市，市区西北部则建有商业街区，有E.Leclerc、Lidl等购物超市。

### 体育
2021年，格拉马境内共有1家游泳池、1间体育馆、1座综合体育场、3处网球场、2处马术场以及1处足球或橄榄球场。
截至2024年2月，格拉马境内暂无任何注册足球俱乐部。
格拉马青年体育橄榄球俱乐部（JSG Rugby）是当地的代表性团体体育队，成立于1973年，其主队2023至2024赛季参加法国区域乙组橄榄球联赛（法国第九级别），其主场为市政球场（Stade Municipal）。

### 环境
格拉马的环境事务由其所属的科斯-多尔多涅河谷市镇公共社区联合各级政府协调负责。2021年，格拉马境内暂无污染企业。

### 治安
2021年，格拉马市镇范围内有1处宪兵队。
格拉马及其附近的共88个市镇是古尔东国家宪兵队（zone gendarmerie de Gourdon）的管辖范围。2020年，该宪兵队累计记录各类案件1,204起，其中盗窃类案件505起，经济类案件216起，毒品交易类案件107起。
法国国家警犬训练中心（Centre National d'Instruction Cynophile de la Gendarmerie，简称CNICG）位于格拉马境内。

## 文化

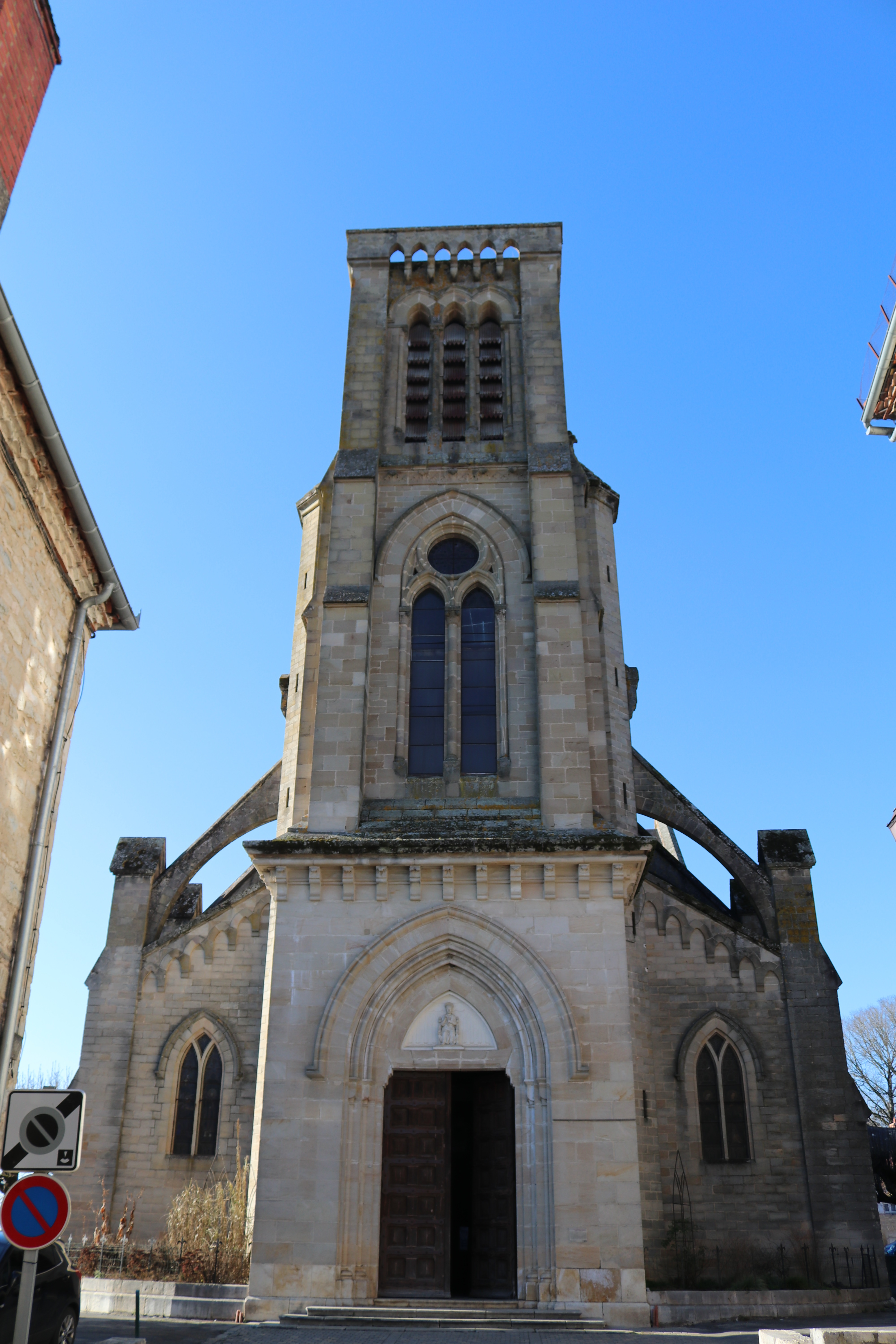
圣伯多禄教堂

2021年，格拉马境内共有1家电影院。格拉马境内建有市政图书馆（Bibliothèque municipale），每周二至六向公众开放。

### 建筑
格拉马境内有多处历史建筑，其中镇中心的集市大堂和圣伯多禄教堂（Église Saint-Pierre de Gramat）是当地的地标性建筑物。

### 旅游
格拉马的旅游事务由其所属的科斯-多尔多涅河谷市镇公共社区联合各级政府协调负责。2023年，格拉马境内共有8家酒店共计168间房间；另有1个露营地，可容纳共23辆露营车。

### 媒体
法国主要的媒体均可在格拉马接收，法国电视三台下属的奥克西塔尼大区频道在部分时段播出格拉马所在洛特省的地方新闻。《南部追寻》是法国南部的重要地方性报刊媒体，总部位于图卢兹，在卡奥尔设有分支，负责包括圣塞雷在内的整个洛特省的发行。此外当地的主要地方性媒体还包括洛特传媒（Medialot）、蓝色法兰西奥克西塔尼广播等。

## 相关人物
法国外科医生安托万·迪布瓦和外交政治家朱利安·贝西耶尔出生于格拉马。

## 友好城市
截至2024年2月，格拉马暂未建立任何友好城市关系。